# James Cowan Smith
James Cowan Smith (1843 – duben 1919) byl britský stavební inženýr, ředitel železniční společnosti a filantrop. Žil v hrabstvích Yorkshire a Nottinghamshire. Ve své poslední vůli zanechal Národní galerii Skotska částku přesahující 55 000 liber, aby mohla rozšiřovat své sbírky. Fond od té doby zakoupil více než čtyři desítky uměleckých děl, jejichž autoři se řadí k nejslavnějším světovým umělcům.
Neobvyklou podmínkou jeho odkazu však bylo, že portrét jeho psa Calluma, dandie dinmont teriéra, bude v galerii permanentně vystaven. Galerie tento požadavek stále věrně plní.

## Život

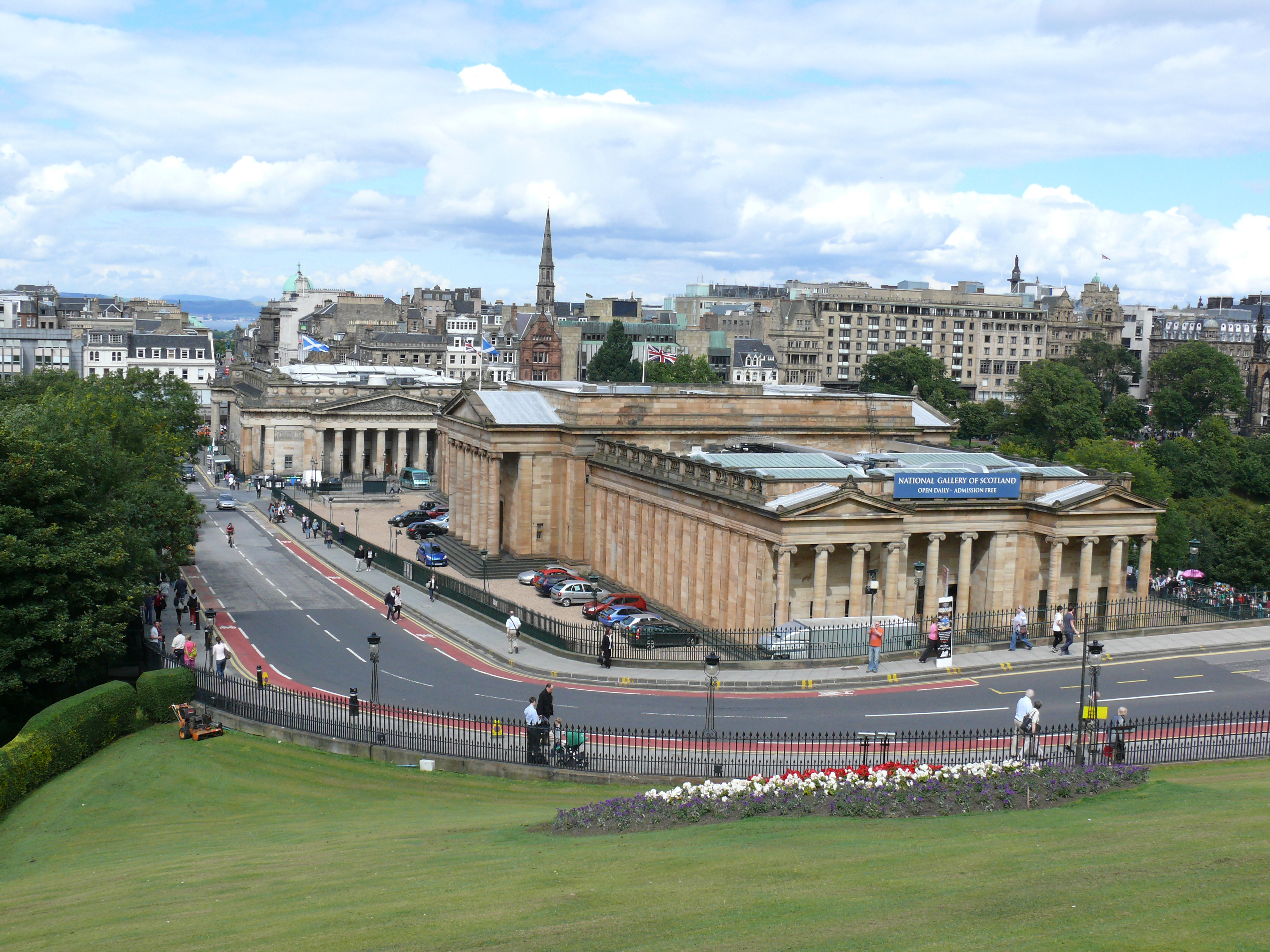
Národní galerie Skotska v centru Edinburghu

James Cowan Smith se narodil v roce 1843 jako syn majitele lodi, který pocházel ze skotského hrabství Banffshire. Stal se stavebním inženýrem a později se přestěhoval do hrabství Yorkshire v Anglii. V roce 1871 žil ve městě Rotherhamu a v roce 1887 se stal ředitelem společnosti pro leasing železničních vozů British Wagon; v Rotherhamu bydlel v módní ulici Moorgate Grove. V roce 1891 se přestěhoval do vesnice Thrybergh, kde žil s manželkou a dvěma sluhy. Jeho žena zemřela před rokem 1901.
Cowan Smith se později přestěhoval do hrabství Nottinghamshire. V září 1906 od Henryho Pelhama-Clintona, 7. vévody z Newcastlu, koupil pozemky u vesnice Bothamsall a postavil tam dům Bothamsall Hall. Zemřel v dubnu 1919.

## Poslední vůle
Poslední vůle tohoto filantropa nese datum 26. května 1915. Po jeho smrti byl jeho majetek byl oceněn na více než 55 000 liber (což se rovná více než 2 a půl milionu liber v roce 2018). V poslední vůli bylo uvedeno, že Společnost starožitníků Skotska si smí vybrat kteroukoli z jeho věcí pro svou sbírku. Zvolili si některé z jeho porcelánových a stříbrných talířů vyrobených v Anglii; nic z jeho knihovny, kteerá byla později. Porcelán potom Společnost starožitníků zapůjčila Královskému skotskému muzeu.

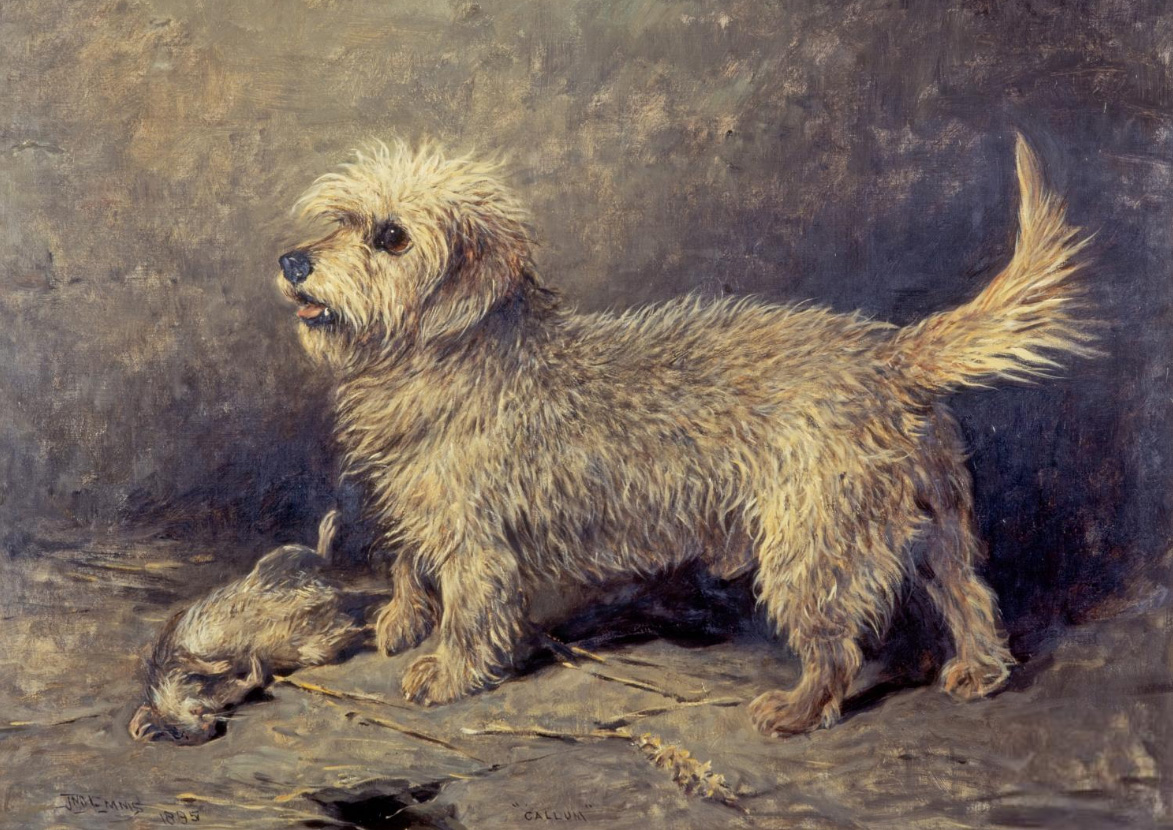
Callum, obraz od Johna Emmse (1895)

Zbývající část majetku byla ponechána Národní galerii ve Skotsku s tím, že úroky z této částky má používat na nákup uměleckých děl. Tento odkaz pro ni znamenal významné obohacení, umožnil pořídit více než 40 děl, včetně děl takových umělců jako Turner, Goya, Constable, Rubens, Charles Rennie Mackintosh, John Singer Sargent a Diego Velázquez.
Odkázání majetku však bylo spojeno se dvěma podmínkami.Prvním požadavkem bylo, že galerie zajistí, aby bylo dobře pečováno o jeho psa jménem Fury, dandie dinmont teriéra, a to do konce jeho života.
Druhá podmínka vyžadovala, aby byl v galerii neustále vystaven portrét jeho předchozího psa Calluma. Obraz namaloval John Emms.
Obě podmínky byly splněny, a ačkoli i Fury je dávno po smrti, Callumův obraz, olejomalba z roku 1895, od roku 1919  na paměť svého majitele stále v galerii visí. Reprodukce obrazu se prodávají na pohlednicích a blahopřáních. Neobvyklé podmínky s darem spojené pomohly upozornit na existenci plemene dandie dinmont teriéra, který ve Velké Británii patří k nejvzácnějším.
Bylo vyšlechtěno ve Skotsku a jméno dostalo po postavě farmáře D. Davidsona z historického románu sira Waltera Scotta Guy Mannering, který vyšel roku 1815; je to důkaz, že tyto teriéry v té době už ve Skotsku chovali.